# 실황조사서
|                                                                  |
| 형사소송법                                                       |
| 이념과 구조                                                      |
| 무죄 추정의 원칙 · 자백배제법칙 · 전문법칙                       |
| 증거보전청구권 · 형사보상청구권 · 독수독과이론                   |
| 실체적 진실주의 · 적정절차 · 신속한 재판의 원칙                  |
| 진술거부권 · 접견교통권 · 증거개시제도                           |
| 열람등사권 · 위법수집증거배제법칙                                |
| 법원                                                             |
| 제척 · 기피 · 회피 관할 · 이송 · 법관                            |
| 피고인과 변호인                                                  |
| 피고인 ·변호인 · 성명모용자 · 공동피고인 국선변호인 · 법정대리인 |
| 검사                                                             |
| 기소독점주의 · 검사 동일체의 원칙                                |
| 수사                                                             |
| 함정수사 · 불심검문 · 임의동행 · 동행요구 · 사법경찰관           |
| 구속                                                             |
| 구속영장 · 체포영장                                              |
| 증거법                                                           |
| 정황증거 · 전문증거 · 진술조서 · 진술서 · 실황조사서 · 검증조서  |
| 진술 · 증인                                                      |
| 재판                                                             |
| 공소장 · 공소장일본주의                                          |
| 고소 · 고발 · 고소불가분의 원칙 · 자수                           |
| 상소                                                             |
| 항소, 상고 & 비상상고                                            |
| 다른 7법 영역                                                    |
| 헌법 · 민법 · 형법                                               |
| 민사소송법 · 형사소송법 · 행정법                                 |
| 포털: 법 · 법철학 · 형사정책                                     |
| v • d • e • h                                                    |

실황조사서(實況調査書)는 수사기관이 수사상 필요에 의하여 범죄현장 및 기타 장소에서 실황을 조사하고 그 실황조사의 경위와 결과를 기재한 문서를 뜻한다. 실황조사서는 범행 직후에 작성된 것으로서 범행현장과 가장 가까운 증거 중 하나이다. 따라서 형식상 검증조서가 아니라는 이유로 무조건 증거능력을 부정하기 어렵다.
실황조사는 범죄와 관련 물건이나 사람의 신체, 장소 또는 현장상황을 수사기관의 오관의 작용을 통하여 조사·감지하는 수사의 한 방법으로 실질적으로 검증과 같으나 검증은 형사소송법상 규제를 받는 강제처분이므로 원칙적으로 영장에 의하여 행하여지나, 실황조사는 수사기관의 내부규정에 의하여 영장 없이 임의수사 방법으로 행하여지는 점이 차이가 있다.

## 형식
다음의 내용을 포함하고 있다.
○○○에 대한 ○○○ 피의사건에 관하여 ○○○○년 ○○월 ○○일 다음 장소에 임하여 실황을 조사한바 다음과 같다.
1. 실황조사의 장소(대상)
2. 실황조사의 목적
3. 실황조사의 참여인
4. 실황조사의 경위 및 결과

## 판례
- 사법경찰관 사무취급이 작성한 실황조서가 사고발생 직후 사고 장소에서 긴급을 요하여 판사의 영장 없이 시행된 것으로서 형사소송법 제216조 제3항에 의한 검증에 따라 작성된 것이라면 사후영장을 받지 않는 한 유죄의 증거로 삼을 수 없다.[3]

- 사법경찰관이 작성한 실황조사서에 피의자이던 피고인이 사법경찰관의 면전에서 자백한 범행내용을 현상에 따라 진술 재연하고 사법경찰관이 그 진술, 재연의 상황을 기재하거나 이를 사진으로 촬영한 것 이외에 별대른 기재가 없는 경우에 피고인이 공판정에서 실황조사서에 기재된 진술내용 및 범행재연의 상황을 모두 부인하고 있다면 그 실황조사서는 증거능력이 없다.[4]

- 사법경찰관사무취급이 작성한 실황조서가 사고발생 직후 사고 장소에서 긴급을 요하여 판사의 영장 없이 시행된 것으로서 형사소송법 제216조 제3항에 의한 검증에 따라 작성된 것이라면 사후영장을 받지 않는 한 유죄의 증거로 삼을 수 없다[5]

## 같이 보기
- 검증조서

## 참고 문헌
- 손동권, 『형사소송법』, 세창출판사, 2010. (ISBN 8984112968)
- 강용현, “사법경찰관 사무취급작성의 실황조사서의 증거능력”. 형사판례연구 제2권, 박영사, 1994,